# 平松賢司

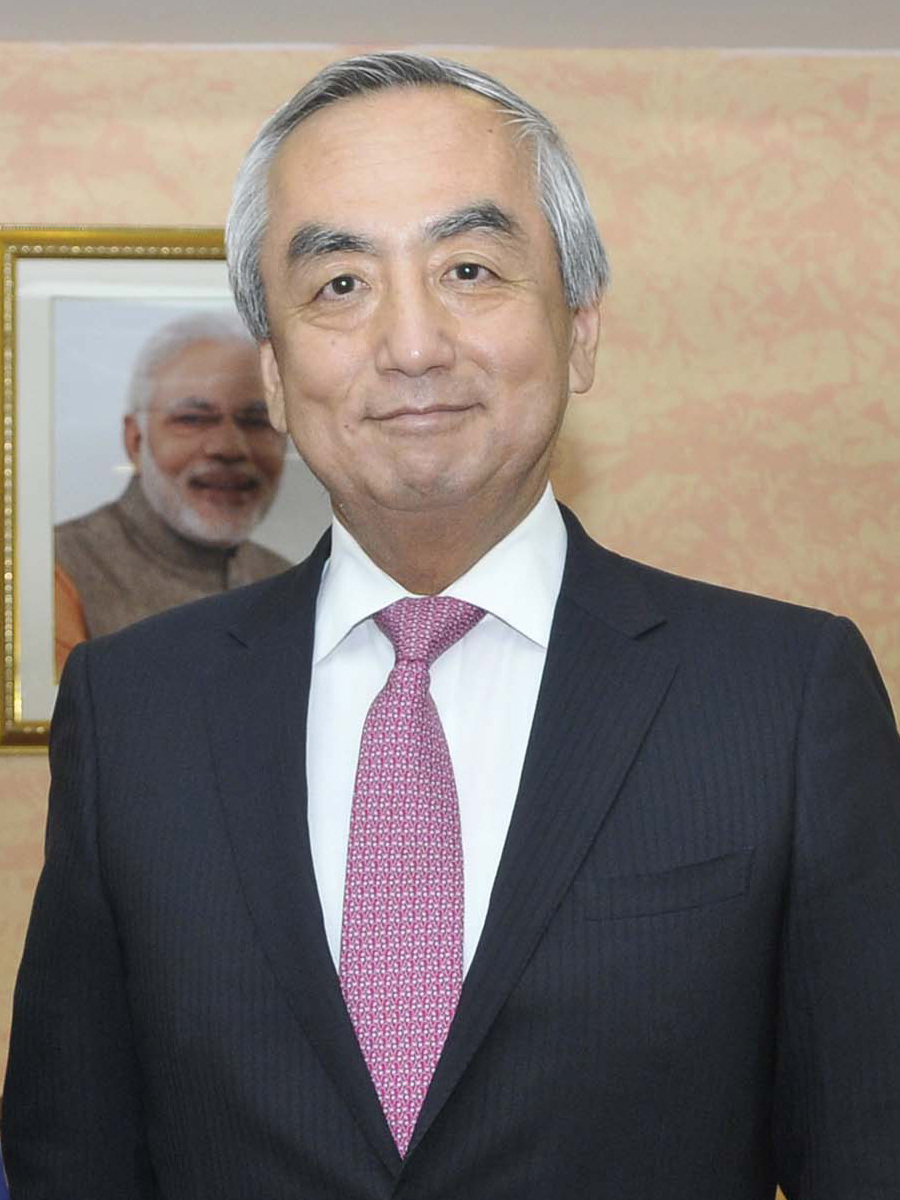
駐インド大使として（2017年）

平松 賢司（ひらまつ けんじ、1956年12月22日 - ）は、日本の外交官。2011年（平成23年）から2012年（平成24年）まで、外務省地球規模課題審議官、2012年から外務省総合外交政策局長、2015年から駐インド特命全権大使。2019年から2022年にかけて駐スペイン特命全権大使。

## 経歴・人物
大阪府出身。大阪府立大手前高等学校卒業。京都大学法学部卒業後、1979年外務省に入省した。1980年から1982年までスペインにてスペイン語研修。
外務省南東アジア二課長、総合外交政策局安全保障政策課長、外務大臣秘書官事務取扱を経て、2001年からアジア大洋州局北東アジア課長を務め、瀋陽総領事館北朝鮮人亡命者駆け込み事件で、川口順子外務大臣より厳重注意処分を受けた。2003年7月1日から駐米公使兼ハーバード大学研究員。在英国日本国大使館総括公使兼ロンドン総領事、中南米局参事官兼経済局参事官を経て、2008年7月から中南米局審議官兼経済局審議官、2011年1月から外務省地球規模課題審議官、2012年から外務省総合外交政策局長。2015年から駐インド特命全権大使。また、非常駐の駐ブータン特命全権大使も兼轄しており、2018年6月23日にブータンで持たれた日本とブータンの外相会談には、平松大使が駐ブータン日本国大使としてヴェツォプ・ナムギャル駐日ブータン大使と共に同席している。2019年から2022年にかけて駐スペイン特命全権大使。

## 同期
（ ）は現在の役職
- 田良原政隆（退官、元駐エルサルバドル大使）
- 北岡元（駐エストニア大使）
- 横井裕（駐中華人民共和国大使）
- 花谷卓治（退官、元駐モロッコ大使）
- 伊原純一（駐フランス大使）
- 山口壯（衆議院議員）
- 大江博（駐イタリア大使）
- 宮川眞喜雄（国家安全保障局国家安全保障参与）
- 廣木重之（駐スウェーデン大使）
- 長谷川晋（八戸学院大学客員教授、八戸学院短期大学客員教授）
- 小林弘裕（駐ニュージーランド大使）
- 堀江良一（駐エリトリア大使）
- 西岡淳（帝京大学教授）
- 小川正史（KDDI顧問）
- 礒部博昭（自治体国際化協会参与）
- 西村篤子（大成建設取締役、国際石油開発帝石社外取締役）
- 羽田浩二（駐フィリピン大使）
- 大澤勉（駐カメルーン大使）